# Evangélisták

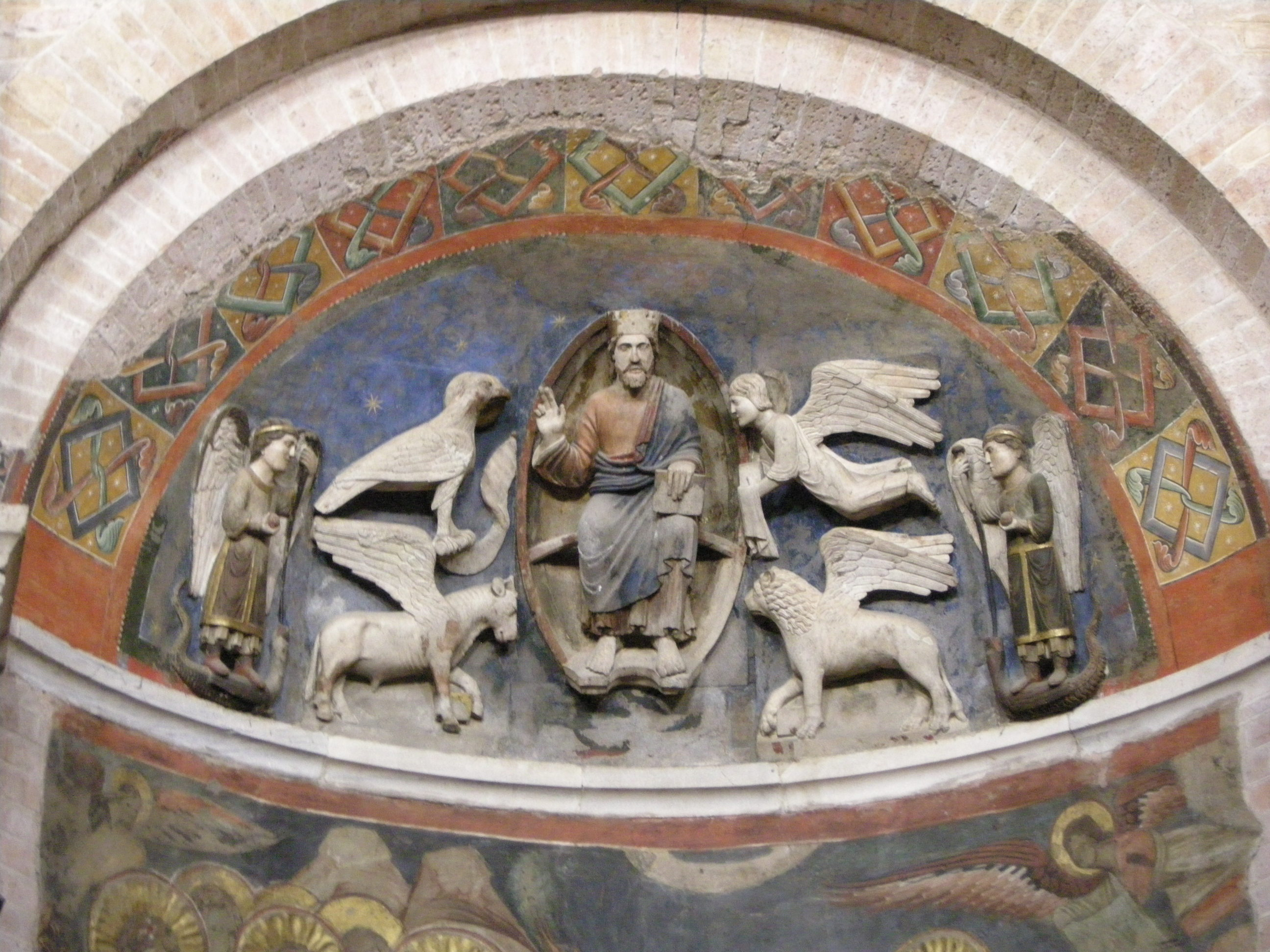
Krisztus. Tetramorf műalkotás (görög tetramorfon zoon, 'négyarcú lény') a keresztény ikonográfiában az evangélisták szimbólumaiból van kialakítva. Párma, Olaszország

Az evangélisták írták az Újszövetségben olvasható négy kanonikus evangéliumot. Az evangéliumok Jézus születését, életét, szolgálatát, halálát és feltámadását írják le. Az Újszövetségben az evangélium (örömhír) szó elsődleges jelentése kifejezetten a Jézus által hirdetett üzenet.
Kaiszareiai Euszebiosz egyháztörténész azt állította hogy: "Máté előbb a zsidóknak hirdette az igét, minthogy azonban más népekhez is el kellett mennie, anyanyelvén írásba foglalta evangéliumát, melynek megalkotásával már ottlétekor kárpótolta azokat, akiktől elvált."
Hierapoliszi Szent Papiasz görög nyelven alkotó ókeresztény író is megemlítette azt, hogy egyes legendás iratok – szerinte például Máté evangéliuma – eredetileg héber nyelven íródtak.
Az evangéliumok görög szövege az első század hetvenes éveiből származik. Iréneusz szerint akkor készült, amikor Péter és Pál apostolok Rómában tanítottak és egyházat alapítottak. Nyelve, Szent Pápiász hierapoliszi püspök szerint, az akkor Palesztinában használatos arám volt, melyet a pogányságból megtért keresztények számára hamarosan lefordítottak görögre. Ez a görög szöveg terjedt el az egyházban, az arám nyelvű elveszett.
Négy evangélista volt: 
A Szinoptikusok Jézus galileai tanításait, és csodáit írják meg részletesen

## Galéria

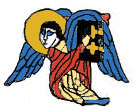
Máté szimbóluma az egyházművészetben az angyal (Jézus tanítványa volt) – Máté evangéliuma
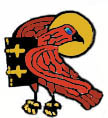
János szimbóluma az egyházművészetben a sas (a hagyomány szerint Jézus tanítványa volt) – János evangéliuma
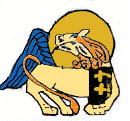
Márk szimbóluma az egyházművészetben a szárnyas oroszlán (nem volt Jézus tanítványa) – Márk evangéliuma
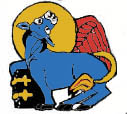
Lukács szimbóluma az egyházművészetben a bika (nem volt Jézus tanítványa) – Lukács evangéliuma

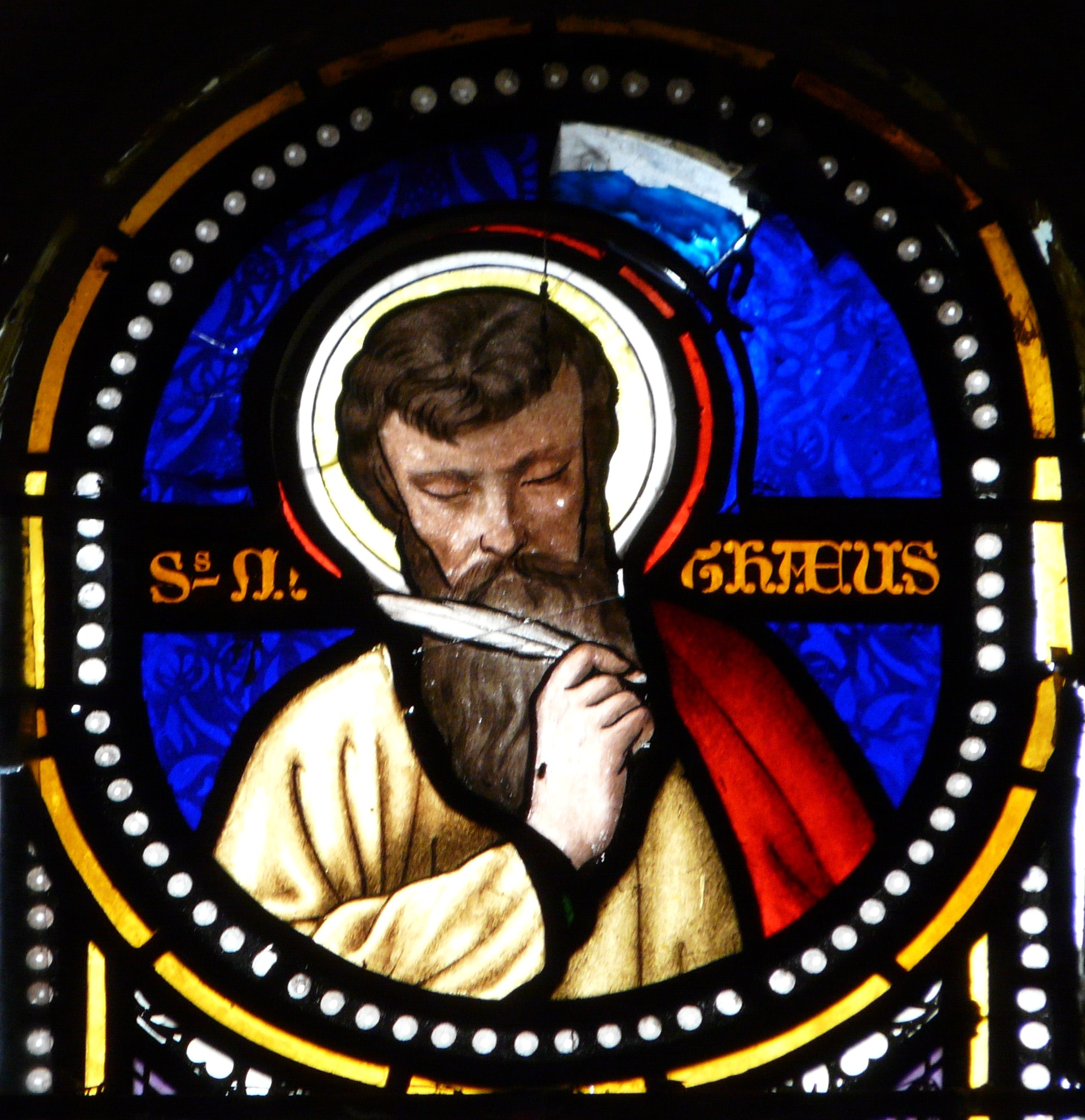
Máté
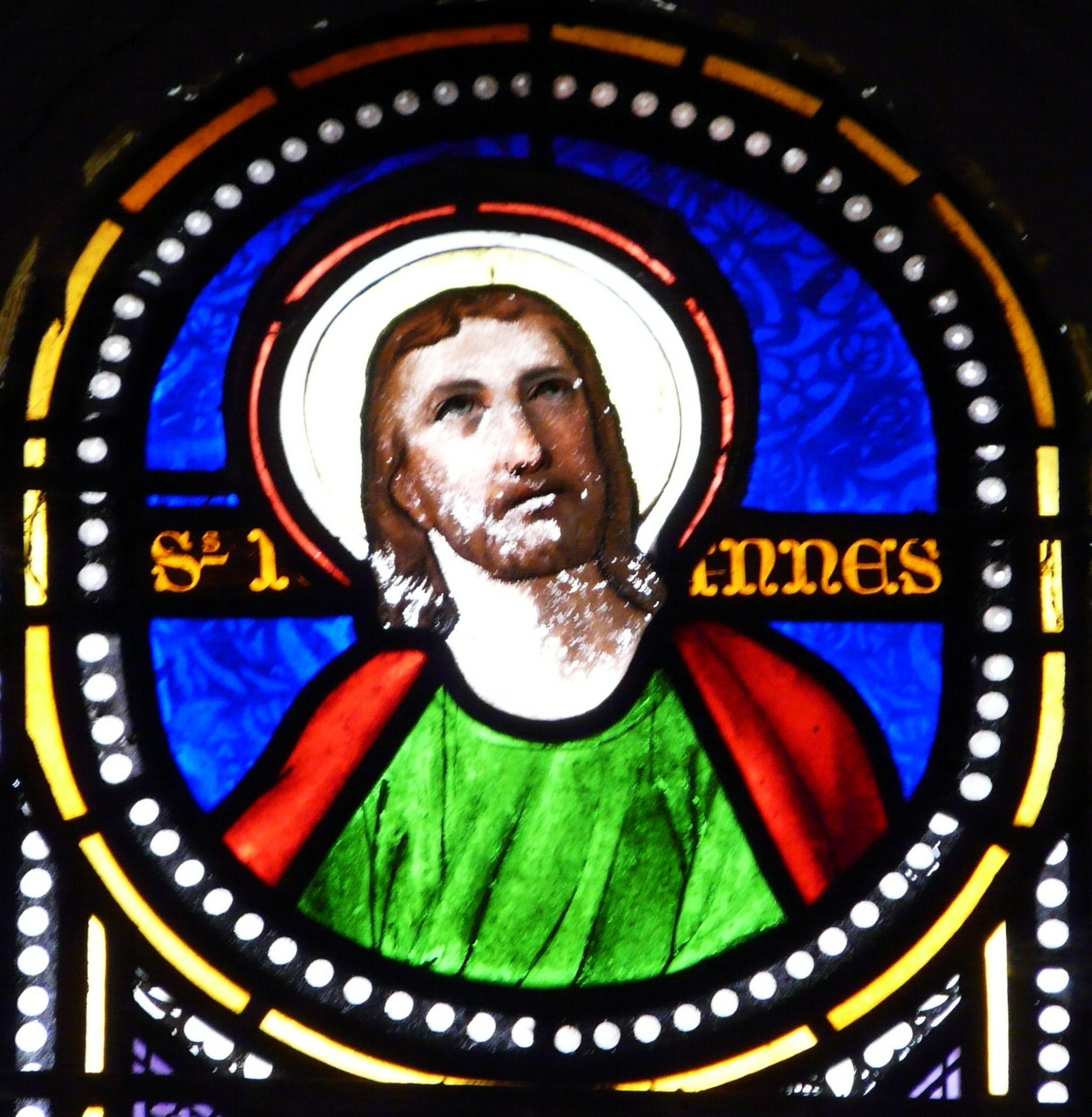
János
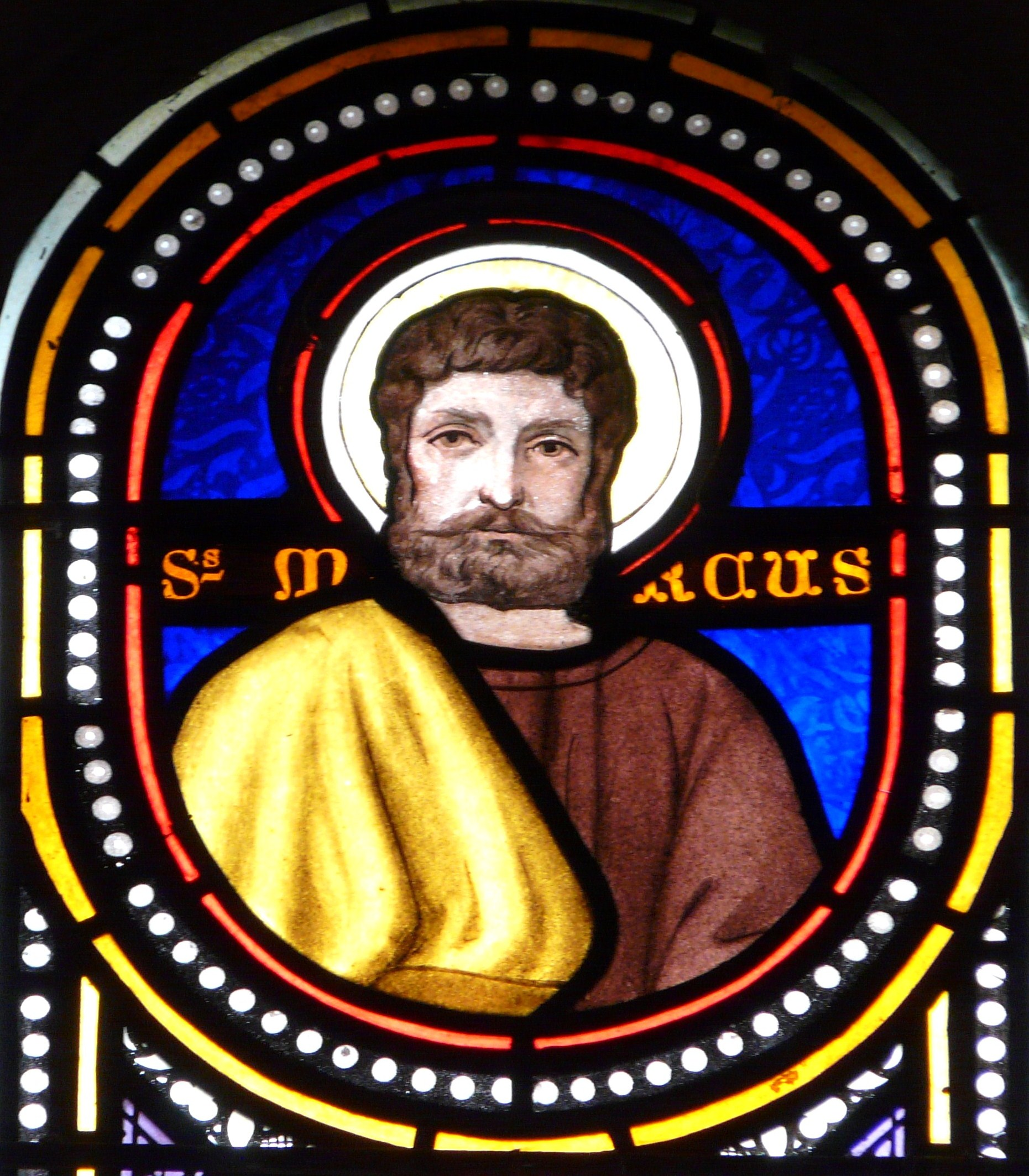
Márk
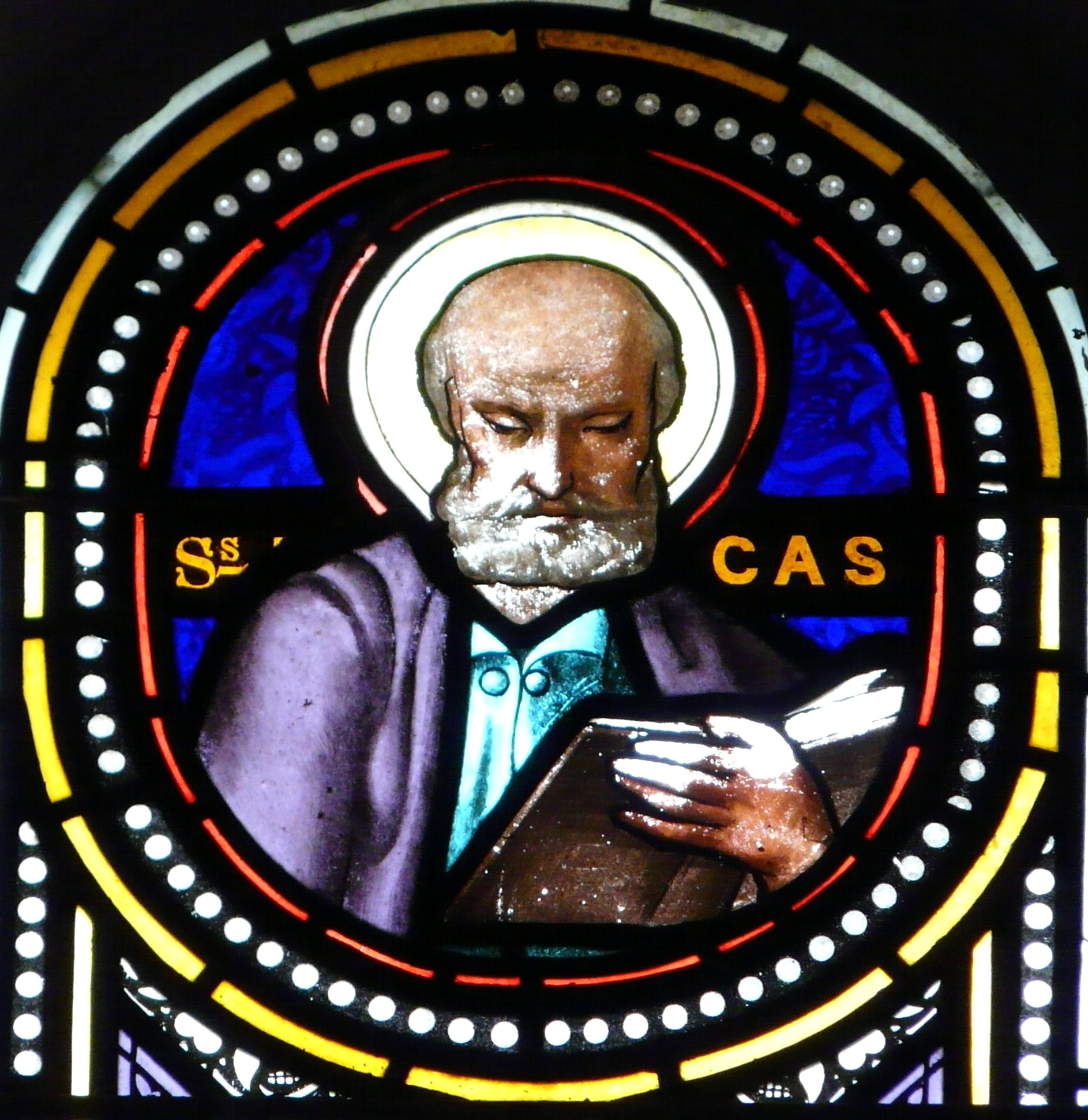
Lukács

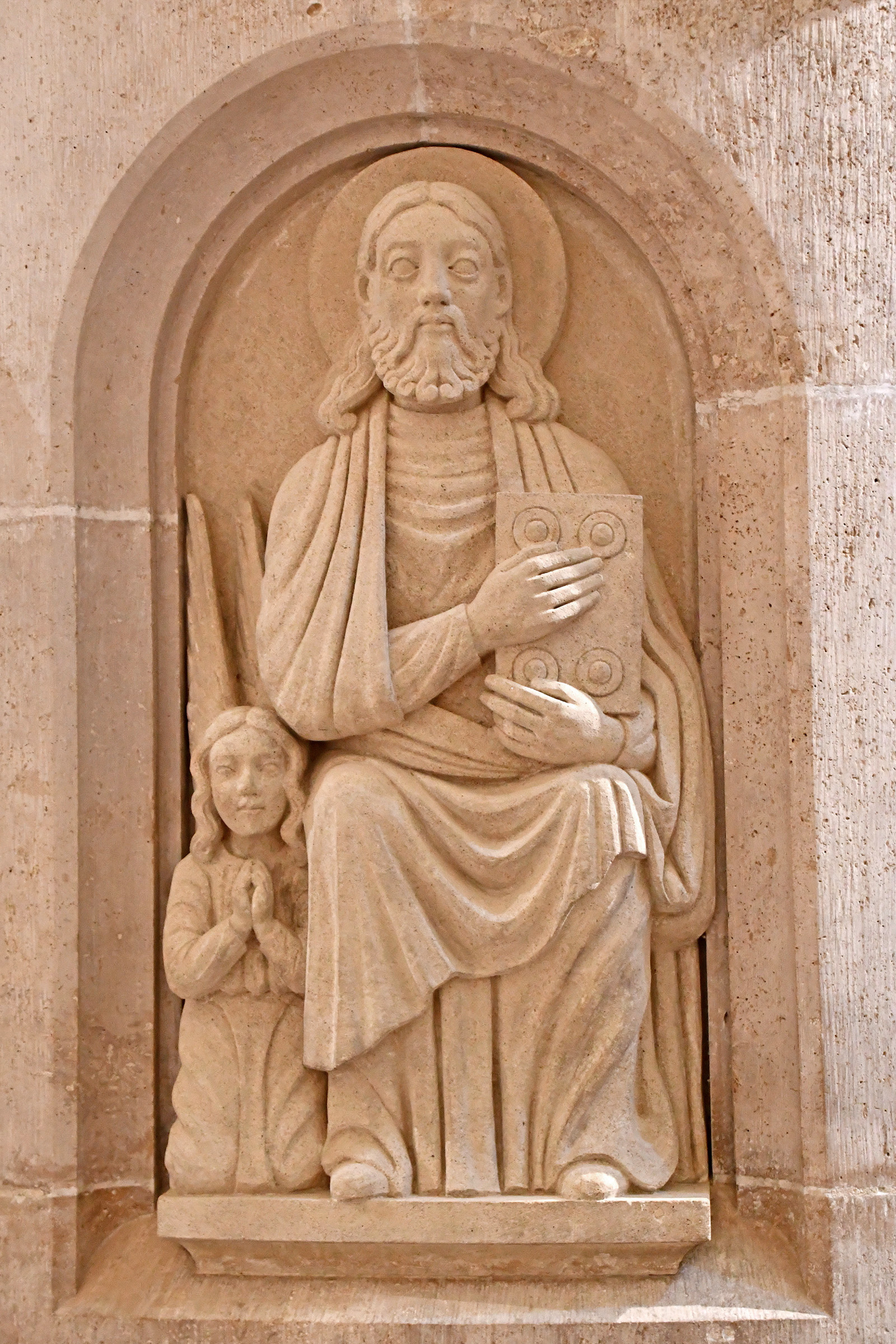
Szent Máté a jáki templom szószékén
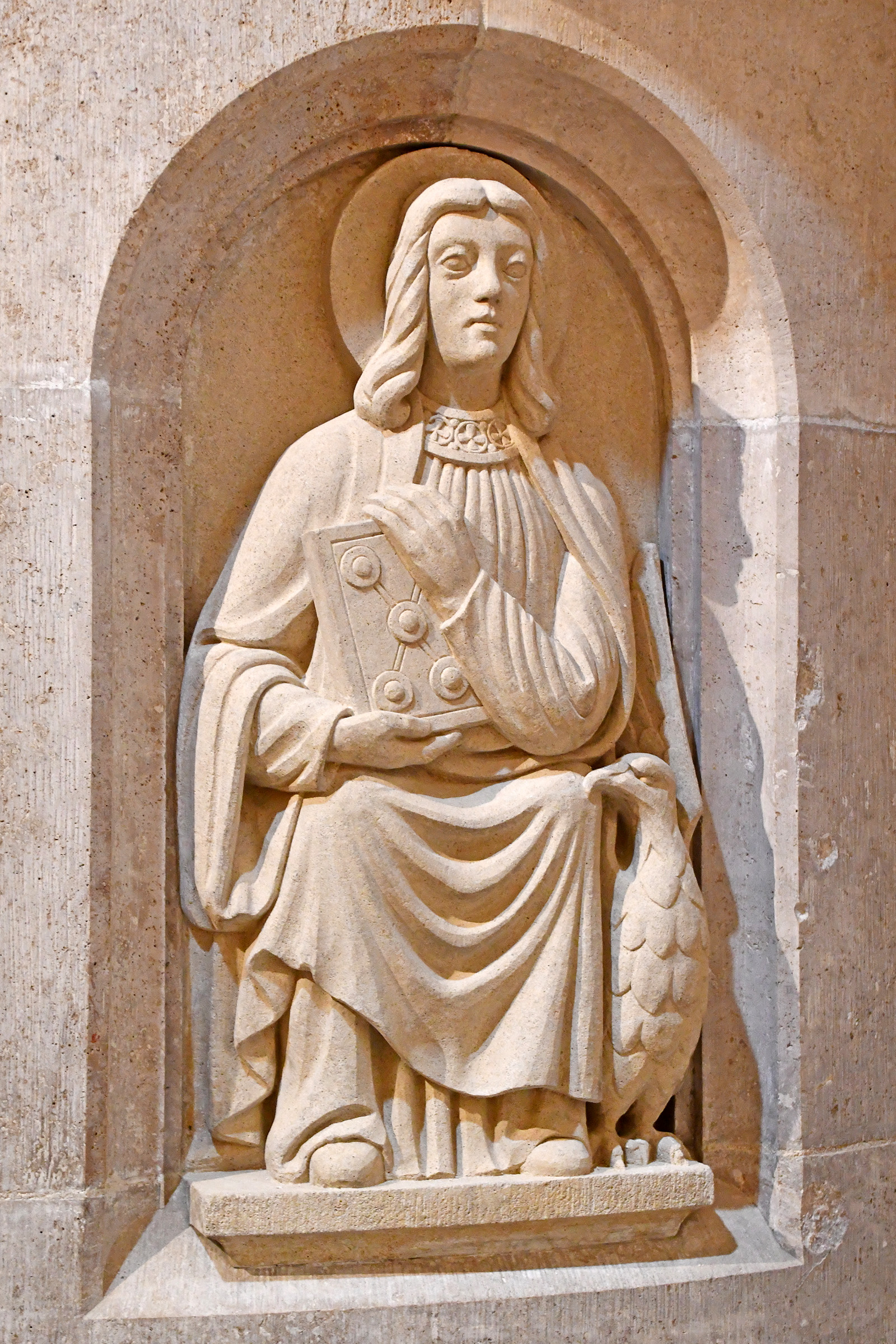
Szent János a jáki templom szószékén
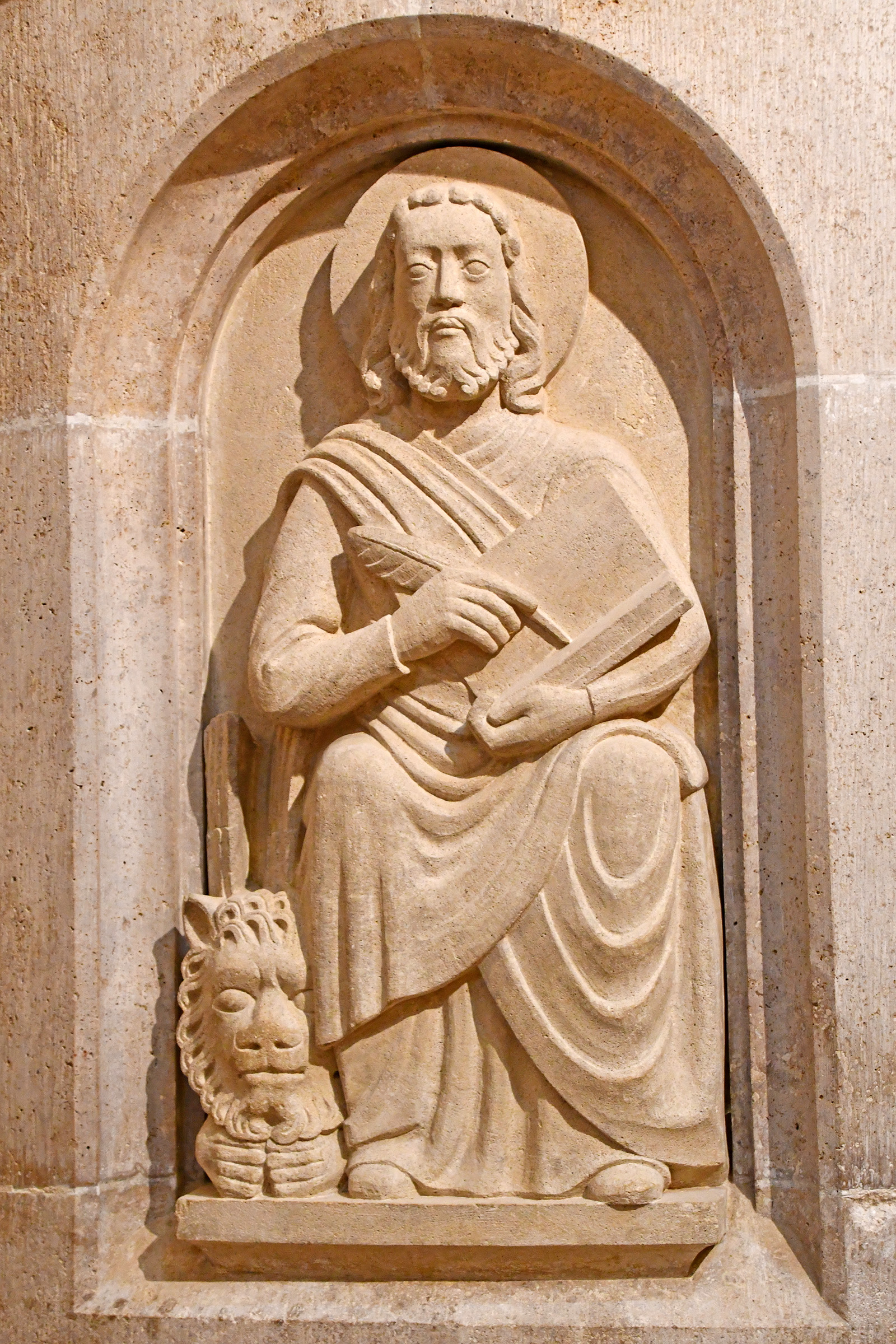
Szent Márk a jáki templom szószékén
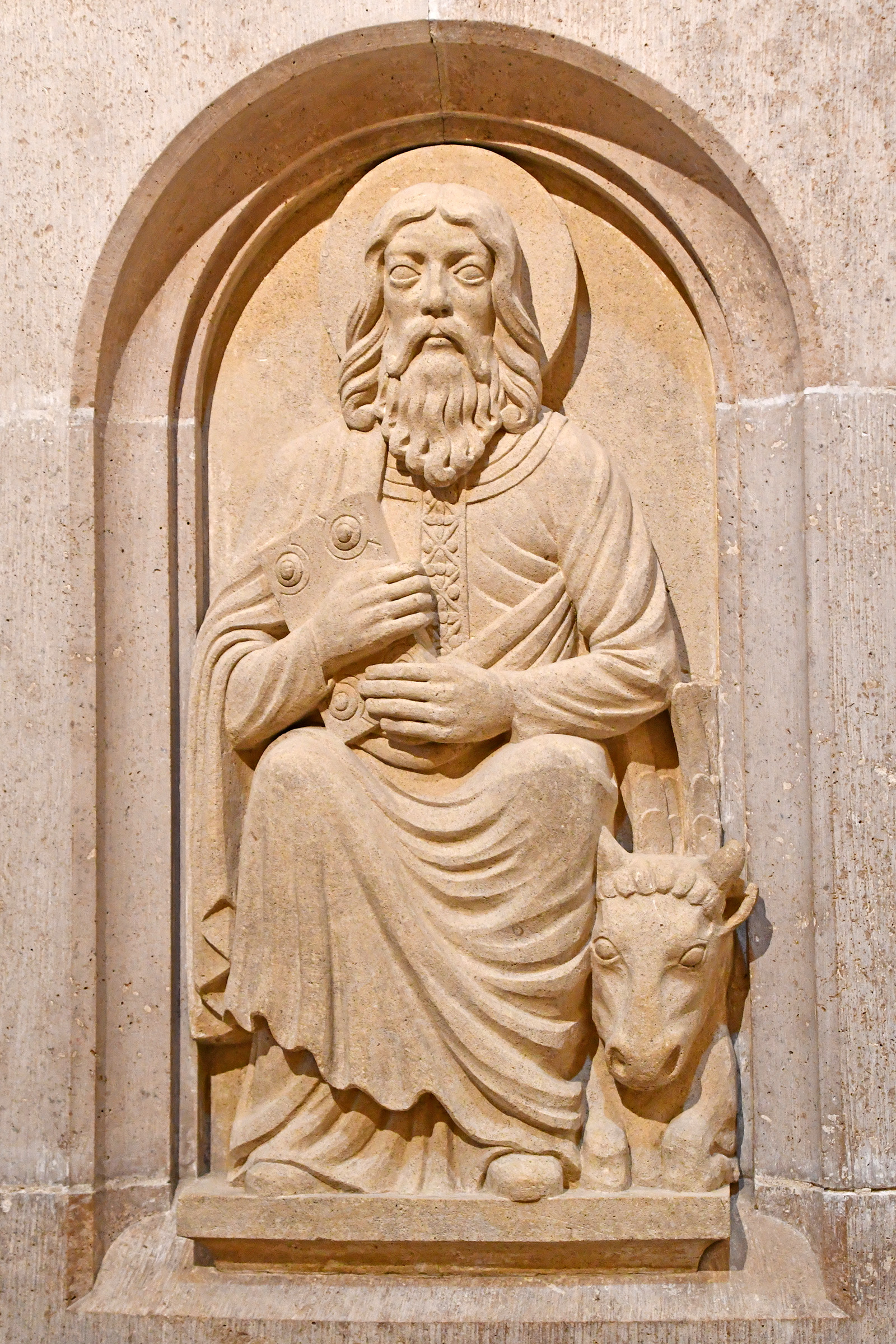
Szent Lukács a jáki templom szószékén

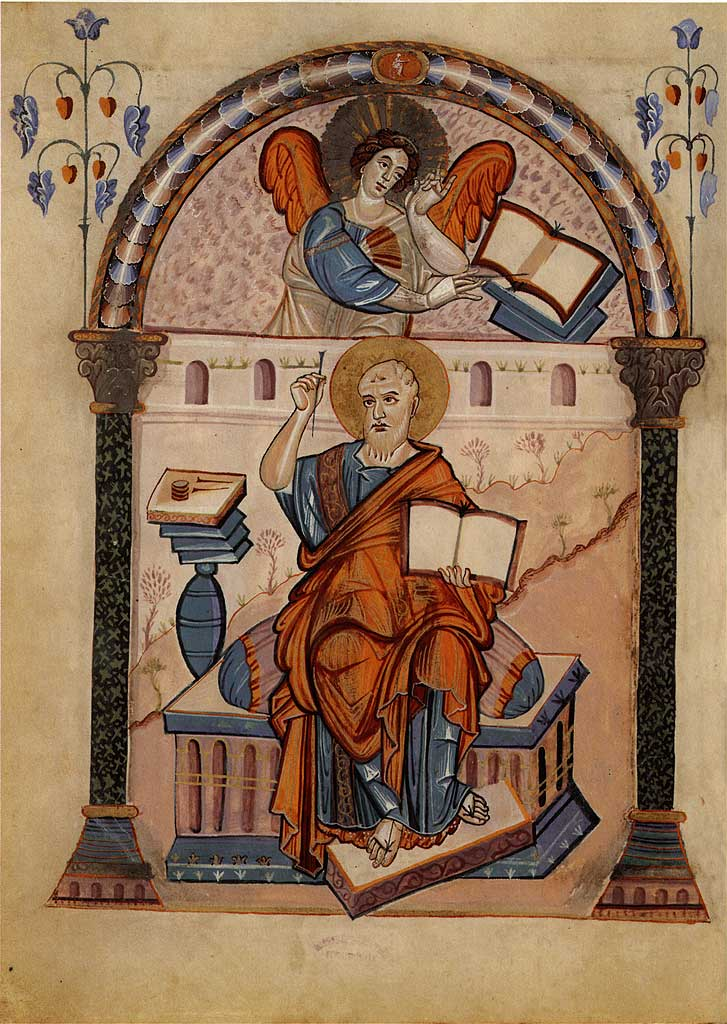
Máté evangélista
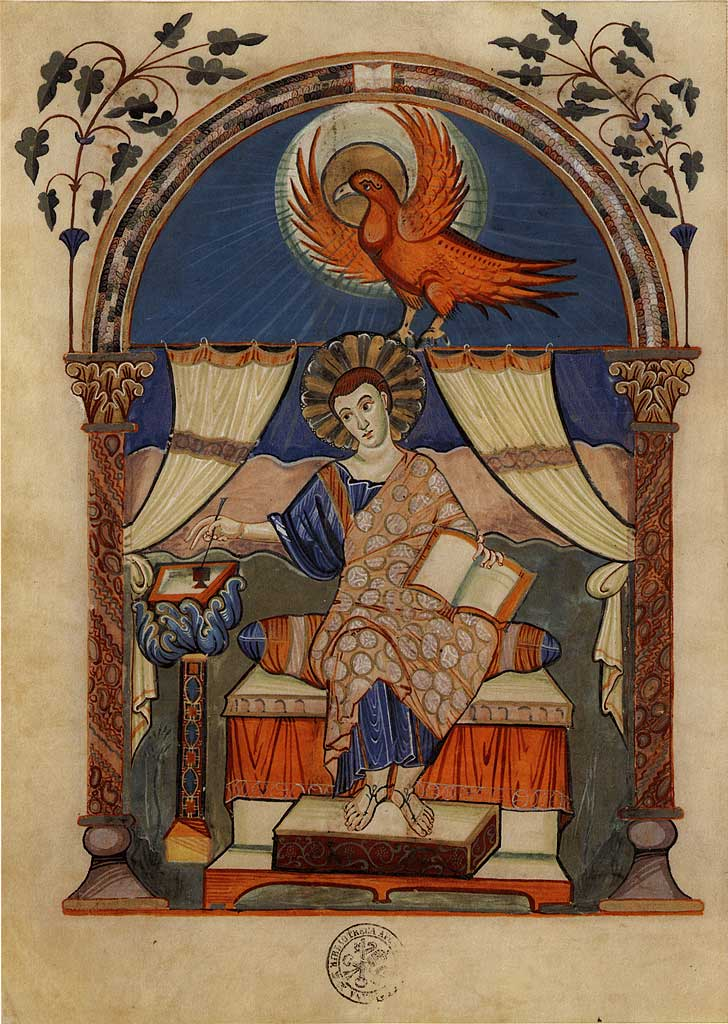
János evangélista
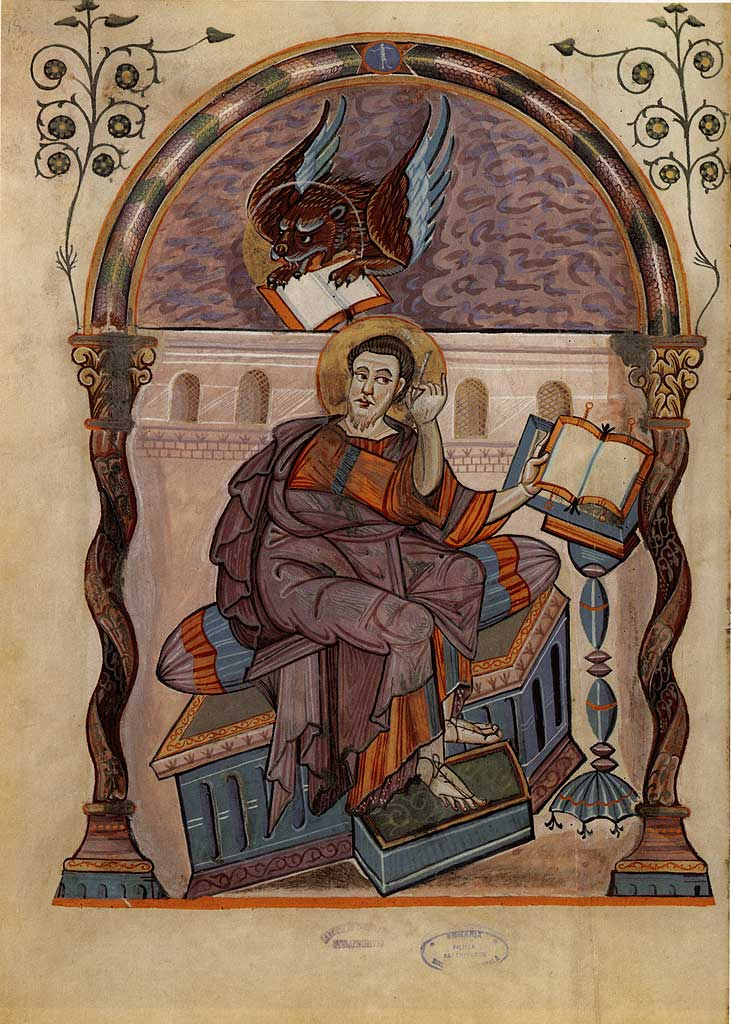
Márk evangélista
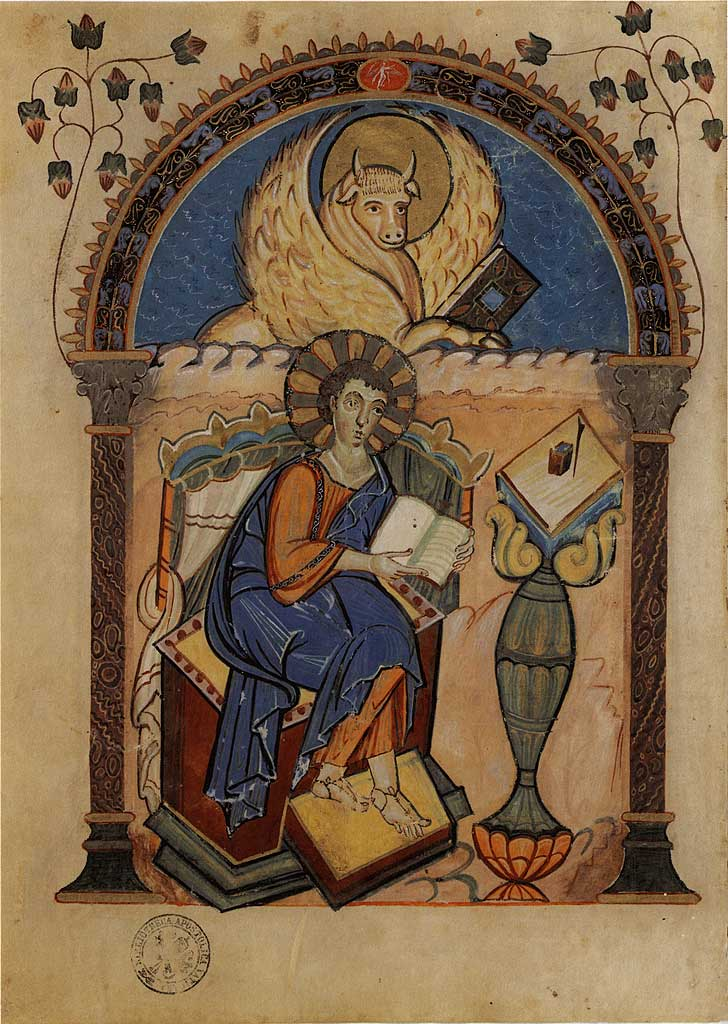
Lukács evangélista

## Külső hivatkozások
- Máté evangéliuma – teljes szöveg, vmek.oszk.hu
- János evangéliuma -teljes szöveg, mek.oszk.hu
- Márk evangéliuma – teljes szöveg, vmek.oszk.hu
- Lukács evangéliuma -teljes szöveg, mek.oszk.hu